# II. Burnaburias
II. Burnaburias vagy másként Burna-Burias, Burraburias vagy Burra-Burias (uralkodott Kr. e. 1359 – Kr. e. 1333) Babilónia középső korszakában Karadúnias egyik jelentős kassú királya volt. Levelezésben állt IV. Amenhotep (Ehnaton) fáraóval, akit az Amarna-levelekben testvérének nevezett, ezzel is jelezve saját súlyát. Egyik lányát feleségül adta Egyiptom uralkodójához, a küldött és kapott jegyajándékokról terjedelmes listák maradtak fenn. Egy másik levélben babiloni kereskedők egyiptomi területen történő kifosztása miatt panaszkodott Ehnatonnak.
Burnaburias korában a Mezopotámia északi vidékein élő asszírok önállósodni kezdtek, amint azt a kassú uralkodó és assuri kortársa, I. Assur-uballit Egyiptomba küldött levelei bizonyítják. Uralkodása elején Assur-uballit alázatosan kérte a fáraót: fogadja szerény követségét. Ez viszont heves tiltakozást váltott ki Burnaburias részéről, aki az asszírokat alattvalóinak tekintette, így követelte a fáraótól, hogy szüntessen be minden kapcsolatot velük. Erre azonban nem került sor – Ahet-Atonban vélhetően úgy ítélték meg, hogy az agresszíven terjeszkedő, Mitannival leszámoló Hettita Újbirodalom ellensúlyozására a legjobb választás Assur vidékének támogatása.
A kassú király is felismerte, hogy a dinamikusan fejlődő Asszíriával célszerű békés viszonyt ápolnia, ezért feleségül vette Assur-uballit lányát. Az asszír király uralkodása végén már egyenrangú félként írhatott leveleket Ehnatonnak. A mezopotámiai erőviszonyok is az asszírok javára tolódtak el. Az asszír fenyegetés ellensúlyozására uralkodása vége felé feleségül adta egy leányát I. Szuppilulimaszhoz, akit vagy Nikalmalnak neveztek, vagy ezt a nevet vette fel Hattiban. Ebből a házasságból nem született gyermek, és Nikalmal el is tűnik a forrásokból Szuppiluliumasz halála után. Egy feltételezett említése van II. Murszilisz idejéből.
Burnaburias halálát követően két utódja, Karahardas és Nazibugas egyaránt egy lázadás során veszett oda, és végül a hajdani „alattvaló” beavatkozásával sikerült II. Kurigalzunak megszerezni a trónt.